# سیارک ۳۵۷۴
سیارک ۳۵۷۴ (به انگلیسی: 3574 Rudaux، نامگذاری:1982TQ) سه هزار و پانصد و هفتاد و چهارمین سیارک کشف شده‌است که در ۱۳ اکتبر ۱۹۸۲ کشف شد.
قدر مطلق سیارک برابر ۱۳٫۸۰ است.